# Кліщинцеві
Кліщинцеві, аро́їдні (Araceae) — родина покритонасінних однодольних рослин, квітки яких утворюються в характерному суцвітті, спадиксі.
Кліщинцеві звичайно багаторічні кореневищні трав'янисті рослини з великими, часто прикореневими листками, але серед них є також ліани, епіфіти, дерева.
Дрібні одностатеві, рідко двостатеві квітки ароїдних зібрані в початок, вкритий листком, т. з. покривалом.
Плід — ягода.
Відомо бл.1 800 видів, поширених переважно в тропіках. З них в Україні — 4: білокрильник болотяний та 3 види з роду арум.
Більшість кліщинцевих містять отруйні алкалоїди та глікозиди, але отруйні властивості при кип'ятінні та висушуванні здебільшого втрачаються.

## Підродини
У межах кліщинцевих виділяють 8 підродин:
- Ароїдні (Aroideae)
- Gymnostachydoideae
- Calloideae — Образки (Calla)
- Lasioideae
- Монстерові (Monsteroideae)
- Оронтієві (Orontioideae)
- Pothoideae
- Lemnoideae

У порівнянні з більш ранніми системами в таксономії родини відбулися такі зміни: підродина Acoroideae було виділено в окрему родину Аїрові (Acoraceae); раніше самостійна родина ряскові (Lemnaceae) було включено до родини Ароїдні в ранзі підродини.

## Застосування
Деякі кліщинцеві використовуються в медицині. Багато видів розводять як декоративні кімнатні, оранжерейні (монстера, антуріум) та акваріумні рослини (анубіас карликовий).
У коренях ароїдних міститься крохмаль, у тропіках деякі види вирощуються як харчові рослини (наприклад, таро, конняку).